# Lestidiops affinis
Lestidiops affinis är en fiskart som först beskrevs av Ege, 1930.  Lestidiops affinis ingår i släktet Lestidiops och familjen laxtobisfiskar. Inga underarter finns listade i Catalogue of Life.